# Ryan Stiles
Ryan Lee Stiles (n. 22 aprilie 1959, Seattle, Washington, SUA) este un actor, comedian⁠(d) și producător american-canadian. Asociat adesea cu comedia de improvizație⁠(d), Stiles a ajuns cunoscut pentru emisiunea britanică Whose Line Is It Anyway?⁠(d) și versiunea sa americană⁠(d), și pentru rolul lui Lewis Kiniski⁠(d) din serialul The Drew Carey Show⁠(d). De asemenea, l-a interpretat pe Herb Melnick⁠(d) în serialul Doi bărbați și jumătate.

## Biografie
Cel mai mic dintre cei cinci copii ai familiei, Ryan Stiles s-a născut în Seattle din părinții canadieni Irene și Sonny Stiles. Mama sa era casnică, iar tatăl său supraveghetor la o fabrică de procesare a peștelui⁠(d) din Vancouver. La vârsta de 10 ani, familia s-a mutat la Vancouver, Columbia Britanică. Ryan Stiles a urmat cursurile Gimnaziul Robert Cecil Palmer⁠(d) și Richmond Senior Secondary din Richmond, British Columbia⁠(d). Deși a fost un elev bun, Stiles a recunoscut că „a fi absolvent de liceu i-a oferit prea multă libertate”. A profitat de programul său flexibil atât de mult încât a renunțat la studii la 17 ani, cu doar câteva luni înainte de absolvire.
Deși părinții săi nu au fost de acord, acesta s-a susținut financiar cu ajutorul spectacolelor de stand-up organizate în cluburile din apropierea casei sale din Vancouver. L-a ajutat pe Rich Elwood să înființeze Punchlines Comedy Club. A fost scenarist-șef al emisiunii The Don Harron Show⁠(d) de la CTV⁠(d) și gazda a emisiunii Comedy College de la CBC⁠(d). Înainte să devină membru al grupului de comici The Second City⁠(d) la Expo 86⁠(d), acesta obișnuia să apară la spectacolele de improvizație susținute la Vancouver Theatresports League. A continuat să interpretez alături de Second City în Toronto și mai târziu în Los Angeles

## Cariera
În 1989, Stiles era deja în atenția producătorilor emisiunii britanice de comedie de improvizație Whose Line Is It Anyway? Acesta a făcut parte din distribuție până la sfârșitul emisiunii în 1998. Interpretarea sa i-a adus laude din parte criticilor, cât și admiratori în rândul britanicilor. În 1995, Stiles a fost rugat de comicul american Drew Carey⁠(d) să fie oaspete al sitcomului săuThe Drew Carey Show.
În 1998, Carey a reușit să obțină aprobare din partea companiei ABC pentru a produce versiunea americană a emisiunii Whose Line Is It Anyway?⁠(d) După ultimul sezon al versiunii britanice în 1989, cea americană a fost lansată , Stiles și Carrey fiind ambii producători executivi. Stiles a fost nominalizat la Primetime Emmy Award for Individual Performance in a Variety or Music Program⁠(d) în 2002 pentru munca sa.
Deși nu a apărut niciodată în serial, Stiles și Kaitlin Olson⁠(d) au jucat împreună în episodul pilot al emisiunii Green Screen Show al lui Drew Carey⁠(d) .Stiles a revenit ca actor și producător executiv pentru Whose Line Is It Anyway? în vara anului 2013.
Stiles a apărut în filmul din 1991 Formidabilul în rolul lui Mailman Farnham și a jucat în continuarea sa Formidabilul 2⁠(d) din 1993, însă în rolul pușcașului marin Rabinowitz. L-a interpretat pe doctorul Herb Melnick în Doi bărbați și jumătate din 2004 până la sfârșitul serialului în 2015. A avut apariții scurte în Parker Lewis Can't Lose⁠(d), Murphy Brown⁠(d), Nebun după tine, Mad TV⁠(d) și Dharma & Greg⁠(d). În iulie 2008, a fost actor-invitat în serialul Reno 911! în rolul sergentului Clift.
În timpul grevei din Liga Majoră de Baseball din 1994⁠(d), Stiles a apărut în mai multe reclame pentru compania Nike. Reclamele se încheiau cu replica: „Play ball. Please."
În 2005, Stiles a apărut în documentarul fictiv⁠(d) Conker: Celebrity Squirrel, produs pentru promovarea jocului video Conker: Live & Reloaded⁠(d). Acest rol i-a determinat pe jucători să-l voteze pentru clasa 2015 a DK Vine Hall of Fame.

## Acte de caritate
Stiles a participat deseori la strângeri de fonduri pentru copiii cu arsuri. Acesta a strâns peste 500.000 de dolari pentru Centrul de recuperare pentru copii cu arsuri începând din 2009 și a ajutat fundația să-și revină financiar din Marea Recesiune.

## Viața personală
În 1981, Stiles a cunoscut-o pe Patricia McDonald la Punchlines, unde era chelneriță. S-au căsătorit în 1988 și au trei copii: Sam, Mackenzie și Claire.  Acesta locuiește în Lake Samish⁠(d), lângă Bellingham, Washington, unde a înființat Teatrul Upfront, un mic teatru dedicat comediei de improvizație.

## Filmografie
| Filme | Filme                   | Filme                         | Filme                |
| An    | Titlu                   | Rol                           | Note                 |
| ----- | ----------------------- | ----------------------------- | -------------------- |
| 1985  | Rainbow War             |                               | Scurtmetraj          |
| 1991  | Hot Shots!              | Dominic "Mailman" Farnham     |                      |
| 1991  | Public Enemy #2         | Sidewalk Santa                |                      |
| 1993  | Hot Shots! Part Deux    | Rabinowitz                    |                      |
| 1997  | Courting Courtney       | Chad Gross                    |                      |
| 2003  | Nobody Knows Anything!  | Harold                        | Necreditat           |
| 2003  | The Devil Made Me Do It | The Devil                     | Scurtmetraj          |
| 2006  | The Extra               | Clyde                         | Scurtmetraj          |
| 2009  | Astro Boy               | Mr. Mustachio / Burning Robot | Voce                 |
| 2011  | Spooky Buddies          | Hoot                          | Voce Direct-to-video |
| 2012  | Treasure Buddies        | Slither                       | Voce Direct-to-video |

| Seriale                 | Seriale                        | Seriale                               | Seriale |
| An                      | Titlu                          | Rol                                   | Note |
| ----------------------- | ------------------------------ | ------------------------------------- | --- |
| 1985                    | The Beachcombers               | Leo aka Tall Suit                     | Sezonul14, episodul 6: "Halibut Stu"                                                                                   |
| 1986                    | The Hitchhiker                 | Maker                                 | Cunoscut și sub numele Deadly Nightmares în UK; Le Voyageur în Franța Necreditat Sezonul 3, episodul 7: "O.D. Feelin'" |
| 1988                    | 110 Lombard                    |                                       | Film de televiziune |
| 1989–1999               | Whose Line Is It Anyway?       | Himself                               | Serial britanic, 76 de episoade                                                                                        |
| 1990                    | It's Garry Shandling's Show    | Kenny Tuchman / Bob #2                | Sezonul 4, episodul 13: "Chester Gets a Show"                                                                          |
| 1991                    | Who's the Boss?                | Bobo the Clown                        | Sezonul 7, episodul 20: "Party Politics"                                                                               |
| 1991                    | Life As We Know It!            |                                       | Film de televiziune |
| 1991-1992               | Parker Lewis Can't Lose        | Weather Guy / Clerk / Sweepstakes Guy | 3 episoade Necreditat - 2 episoade                                                                                     |
| 1992                    | Say What?                      | Actor                                 | Film de televiziune |
| 1993-1994               | Mad About You                  | Boss / Video Vogue Manager            | 2 episoade |
| 1993-1994               | The John Larroquette Show      | CIA Agent Kinkaid / Mac / Dave        | 3 episoade |
| 1994                    | Weird Science                  | Dale Griffin                          | Sezonul 2, episodul 13: "Unplugged"                                                                                    |
| 1994                    | L.A.X. 2194                    |                                       | Episodul pilot |
| 1995–2004               | The Drew Carey Show            | Lewis Kiniski                         | Rol principal; 231 de episoade Regizor - Sezonul 5, episodul 23: "Kate vs. Speedy"                                     |
| 1996                    | Saturday Night Special         | N/A                                   | Consultant |
| 1997                    | Murphy Brown                   | Acolyte Monk #2                       | Sezonul 9, episodul 19: "Desperate Times"                                                                              |
| 1998–2006; 2013–present | Whose Line Is It Anyway?       | Himself                               | Serial american, 335 episoade Producător executiv; 294 de episoade                                                     |
| 1999                    | ABC TGIF                       | Lewis Kiniski                         | Segmentul: "Drew Clues 2"                                                                                              |
| 1999                    | Norm                           |                                       | Necreditat Sezonul 2, episodul 8: "Gambling Man"                                                                       |
| 2000                    | The Cartoon Cartoon Show       | Vivian                                | Voce Episodul: "Foe Paws"                                                                                              |
| 2000                    | Buzz Lightyear of Star Command | Professor Spyro Lepton / Von Madman   | Voce Episodul 37: "Eye of the Tempest"                                                                                 |
| 2001                    | Hollywood Squares              | Himself / Panelist                    | 10 episoade |
| 2001                    | Dharma & Greg                  | Abraham Lincoln                       | Necreditat Sezonul 4, episodul 10:"Dutch Treat"                                                                        |
| 2001                    | Improv All Stars               | Himself                               | Episod special |
| 2002                    | Rugrats                        | Ralph                                 | Voce Sezonul 8, episodul 4: "Bow Wow Wedding Vows"                                                                     |
| 2004–2015               | Two and a Half Men             | Dr. Herb Melnick                      | Rol episodic; 30 de episoade, Sezoanele 2, 4–10, 12                                                                    |
| 2008                    | Reno 911!                      | Acting coach                          | Sezonul 5, episodul 15: "Undercover Acting Coach"                                                                      |
| 2009                    | Memory Lanes                   | Ryan Murray                           | Film de televiziune Scenarist Producător                                                                               |
| 2009                    | Bless This Mess                | Paul                                  | Film de televiziune |
| 2011                    | Working Class                  | Dr. Edwin Gould DDS                   | Episodul 2: "Dental Claims"                                                                                            |
| 2011                    | Drew Carey's Improv-A-Ganza    | Himself                               | Rol episodic, 34 de episoade Producător; 7 episoade                                                                    |
| 2012                    | Are You There, Chelsea?        | Jerry                                 | Episodul 9: "Fired" |
| 2013                    | Bellingham T'Nite              | N/A                                   | Scurtmetraj Scenarist Regizor Producător executiv                                                                      |
| 2019                    | American Housewife             | Bill Doty                             | Sezonul 4, episodul 3: "Bigger Kids, Bigger Problems"                                                                  |
| 2020                    | Young Sheldon                  | Dr. Bowers                            | Sezonul 3, episodul 20: "A Baby Tooth and the Egyptian God of Knowledge"                                               |